# Dhibin
Dhibin (tiếng Ả Rập: ذيبين; cũng đánh vần Dhaybin hoặc Thibin) là một ngôi làng ở miền nam Syria, một phần hành chính của huyện Salkhad thuộc tỉnh al-Suwayda. Nó nằm ở phía nam al-Suwayda, gần biên giới phía nam với Jordan. Các địa phương gần đó bao gồm Bakka ở phía bắc, Salkhad ở phía đông bắc, Umm al-Rumman ở phía đông, Samaj ở phía tây và Samad ở phía tây bắc. Trong cuộc điều tra dân số năm 2004, nó có dân số 2.562. Đây là trung tâm hành chính của Dhibin Nahiyah, bao gồm ba ngôi làng với dân số tập thể là 6,900 vào năm 2004.

## Lịch sử
Dhibin là một ngôi làng chủ yếu trồng ngũ cốc vào cuối thế kỷ 16, dưới thời cai trị của Ottoman. Trong sổ đăng ký thuế của Ottoman năm 1596, đó là một ngôi làng nằm ở nahiya (thuộc tiểu bang) của Butayna, thuộc quận qadaa (quận) của Hauran. Nó có dân số mười hai hộ gia đình và bốn cử nhân, tất cả đều là người Hồi giáo. Họ đã trả mức thuế cố định 25% cho các sản phẩm nông nghiệp, bao gồm lúa mì, lúa mạch, vụ hè, dê và ong, ngoài các khoản thu không thường xuyên; tổng cộng 1.000 akçe.
Đến đầu thế kỷ 19, ngôi làng đã bị bỏ hoang như nhiều ngôi làng khác của Jabal Hauran do các cuộc đắm đuối của Bedouin. Những người di cư Druze từ các vùng khác của Syria đã cư trú tại các ngôi làng Jabal Hauran vào những năm 1860. Dhibin trở thành một phần của đạo Hồi của gia tộc Bani al-Atrash dưới sự lãnh đạo của Ismail al-Atrash trong khoảng thời gian từ 1860 đến 1867. Cư dân của Dhibin chuyển đến thôn tính và cư trú theo mùa tại ngôi làng Umm el-Jimal (thuộc Jordan ngày nay) vào năm 1909. Các gia đình của Dhibin đã chia những tàn tích của những ngôi nhà cổ của họ vào năm 1910. Họ sống ở đó cho đến khoảng năm 1930, khi họ vĩnh viễn bỏ rơi Umm al-Jimal. Dhibin là nơi sinh của Salim Hatum, một sĩ quan Quân đội Syria và là người tham gia chính trong cuộc đảo chính Syria năm 1966 của Baathist.

## Khảo cổ học
Tài liệu tang lễ từ thời trung cổ đã được tìm thấy tại Dhibin. Một dòng chữ giữa thế kỷ thứ 4 trên một tòa nhà đổ nát ghi lại tên của hoàng đế La Mã Valentinian I cũng đã được tìm thấy trong làng.